# Siłowik
Siłowik (ros. Силовик) – rosyjski polityk z najwyższych szczebli władzy, wywodzący się z wojska lub służb specjalnych, reprezentujący konserwatywne poglądy w kwestii bezpieczeństwa narodowego (twarda linia) i przejawiający tendencje imperialistyczne. Wielu spośród najbliższych współpracowników Władimira Putina wywodzi się z tej frakcji.

## Siłowarcha
Pokrewnym określeniem jest siłowarcha (ros. силоварх), definiowany jako siłowik, który ze względu na swoją zamożność może być zaliczany do oligarchów. Określenie to powstało z połączenia słów „siłowik” oraz „oligarcha”. Za powstanie kasty siłowarchów odpowiada Władimir Putin, który po dojściu do władzy prowadził działania mające na celu zwiększenie kontroli nad najbardziej lukratywnymi sektorami rosyjskiej gospodarki. Do zarządzania tymi przedsiębiorstwami wyznaczył najbardziej zaufanych współpracowników ze swojego najbliższego otoczenia, głównie funkcjonariuszy KGB i współpracowników z czasów pracy w Sankt Petersburgu. Pojęcie wprowadził Daniel Treisman.